# Abschnittsbefestigung Roßbach I

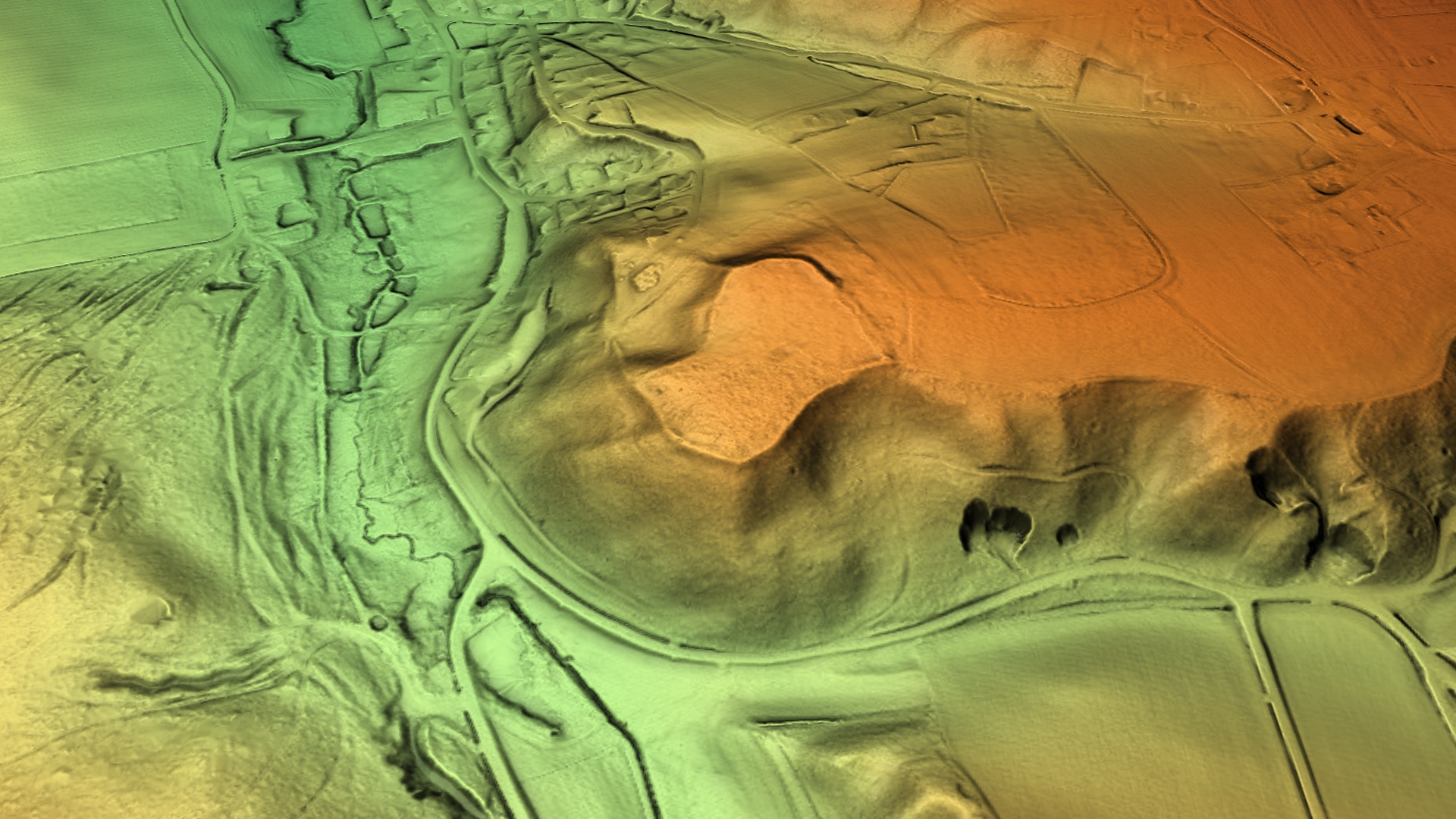
3D-Ansicht des digitalen Geländemodells

Die Abschnittsbefestigung Roßbach I ist ein ehemaliger Abschnittswall 1250 m südlich der Ortskirche St. Mariä Verkündigung der niederbayerischen Gemeinde Roßbach im Landkreis Rottal-Inn. Die Anlage wird als Bodendenkmal unter der Aktennummer D-2-7443-0062 mit der Beschreibung „Abschnittsbefestigung des frühen Mittelalters“ geführt.

## Beschreibung
Die Abschnittsbefestigung Roßbach I liegt in einem Waldgebiet auf einem nach Südwesten vorspringenden Geländesporn. In 200 m Entfernung und 40 m unterhalb fließt der Luderbach, ein rechter Zufluss zum Kollbach. Im Osten wird die Anlage durch einen geradlinigen Wall vom leicht ansteigenden Hinterland abgetrennt. Der Innenraum beträgt 130 m (in Nordost-Südwest-Richtung) × 80 m (in Nordwest-Südost-Richtung). Die Außenfronten sind nach innen eingezogen. Ein flacher Graben von 0,5 m Tiefe verläuft entlang der Flanken und läuft im Hang aus. Der von außen 1,5 m und von innen bis zu 1 m hohe Wall läuft als Randwall entlang der Hangkanten. Vor der Nordwestecke ist eine dreieckige und etwas steilere Hangpartie von 10 m Tiefe durch Wälle und Böschungskanten in die Anlage einbezogen. Eine Walllücke an der Südostfront scheint ein alter Zugang zu sein, da hier der von Osten herkommende Wall deutlich nach innen einzieht. Eine Walllücke an der Ostfront, die über eine Erdbrücke über den Graben führt, scheint jüngeren Datums zu sein.